# 波茨 (內華達州)
波茨（英語：Potts）是位於美國內華達州奈縣的鬼鎮。

## 歷史
波茨的郵局於1898年設立，其後於1941年停運。

## 地理
波茨所處的海拔為高於海平面2029米（即6657英呎），而該地所採用的時區為UTC-8，即太平洋时区（PST）。同時該地設有夏令時間，為UTC-8調快一小時，即UTC-7（PDT）。